# Simulium pallidicranium
Simulium pallidicranium är en tvåvingeart som beskrevs av Craig och Joy 2000. Simulium pallidicranium ingår i släktet Simulium och familjen knott. Inga underarter finns listade i Catalogue of Life.